# Peridontopyge royi
Peridontopyge royi är en mångfotingart som beskrevs av Demange. Peridontopyge royi ingår i släktet Peridontopyge och familjen Odontopygidae. Inga underarter finns listade i Catalogue of Life.